# Jacknife Lee
Garret (Jacknife) Lee is een Ierse muziekproducent en mixer. Hij heeft aan Grammy-winnende albums meegewerkt en met artiesten als The Cars, U2, Weezer en vooral met Snow Patrol.

## Discografie

### Albums
Albums waarvan er minstens een nummer van geproduceerd is.
- Crystal Castles – Crystal Castles (2012)
- Taylor Swift – Red (2012)
- Robbie Williams – Take the Crown (2012)
- Two Door Cinema Club – Beacon (2012)
- Silversun Pickups - Neck of the Woods (2012)
- LostAlone – I'm a UFO in This City (2012)
- R.E.M. – Part Lies, Part Heart, Part Truth, Part Garbage 1982–2011 (2011)
- Snow Patrol – Fallen Empires (2011)
- The Drums – Portamento (2011)
- All Time Low – Dirty Work (2011)
- The Wombats – This Modern Glitch (2011)
- The Cars – Move Like This (2011)
- R.E.M. – Collapse Into Now (2011)
- Blur : Video Game – Blur : Video Game (2010)
- Mêlée – The Masquerade (2010)
- Tired Pony – The Place We Ran From (2010)
- Crystal Castles – Crystal Castles (2010)
- Snow Patrol – Up to Now (2009)
- R.E.M. – Live at the Olympia (2009)
- AFI – Crash Love (2009)
- Regina Spektor – Far (2009)
- U2 – Medium, Rare & Remastered (2009)
- Weezer – Raditude (2009)
- Snow Patrol – A Hundred Million Suns (2008)
- Bloc Party – Intimacy (2008)
- Weezer – The Red Album (2008)
- Hadouken! – Music for an Accelerated Culture (2008)
- R.E.M. – Accelerate (2008)
- PlayRadioPlay! – Texas (2008)
- The Hives – The Black and White Album (2007)
- Editors – An End Has a Start (2007)
- Bloc Party – A Weekend in the City (2007)
- Snow Patrol – Eyes Open (2006)
- The Freelance Hellraiser – Waiting for Clearance (2006)
- Vaux – Beyond Virtue, Beyond Vice (2006)
- Vega4 – You and Others (2006)
- U2 – How to Dismantle an Atomic Bomb (2004)
- Aqualung – Still Life (2004)
- Snow Patrol – Final Straw (2003)
- 28 Days Later OST Enhanced – Ave Maria (2003)
- Sack – Butterfly Effect (1997)

### Remixen
- Basement Jaxx – Where's Your Head At?
- Editors – An End Has a Start
- U2 – Window in the Skies
- U2 – Fast Cars
- U2 – Vertigo
- U2 & Pavarotti – Ave Maria
- New Order – Waiting for the Sirens Call
- Elkland – Apart
- Spektrum – Kinda New
- The Raveonettes – That Great Love Sound
- Busta Rhymes – Put Your Hands
- Run-D.M.C. – It's Tricky
- Eminem – Cleanin' Out My Closet
- Missy Elliott – Get Ur Freak On
- Radiohead – Airbag
- Kraftwerk – Airwaves
- Christina Aguilera – Can't Hold Us Down
- Pink – Just Like a Pill
- TLC – Girl Talk
- Blur and Marianne Faithful – Kissin' Time
- The Future Sound of London – The Mello Hippo Disco Show
- Dirty Vegas – Simple Things
- Snow Patrol – Run
- Snow Patrol – You're All I Have
- Badly Drawn Boy – Born Again
- Longview – Further
- Aqualung – Good Time Is Gonna Come
- Aqualung – Strange and Beautiful
- Buck 65 – Wicked and Weird
- Kosheen – Wasting My Time
- Björk – I Miss You
- Tom Jones – Black Betty
- Sona Fariq – Move On
- Headrillaz – Shoeshinel
- Puddu Varano – Columbia
- Fuzz Townsend – Bus
- The Beatles – Eleanor Rigby
- Elvis Presley – Burnin' Love
- Telepopmusik – Do Tha Hoola
- LHB feat. Justin Warfield – No Transmission
- Dirty Harry – So Real
- Couch Nation – Beef
- Kasabian - Reason Is Treason

### Singles
Singles
- The Black Keys – Tighten Up (Radio Mix) (2011)
- The Walkmen – Juveniles (2011)
- Crystal Castles – Not in Love (feat. Robert Smith) (2011)
- Snow Patrol – Just Say Yes (2010)
- Biffy Clyro – Many of Horror (2010)
- Amanda Blank – Shame on Me (2009)
- Bloc Party – One More Chance (2009)
- Marmaduke Duke – Sillouettes (2009)
- Weezer – Troublemaker (2008)
- Bloc Party – Mercury (2008)
- Weezer – Pork and Beans (2008)
- The Hives – Tick Tick Boom (2007)
- Nicole Scherzinger – Just Say Yes (2007)
- Bloc Party – Flux (2007)
- Snow Patrol – Signal Fire (2007)
- Green Day & U2 – The Saints Are Coming (2007)
- Editors – Bullets (2006)
- Juliet – Ride the Pain (2005)
- Bono, The Edge, Andrea Corr and T-Bone Burnett – Don't Come Knocking (2005)
- Kasabian – Reason Is Treason (2004)

## Fotogalerij

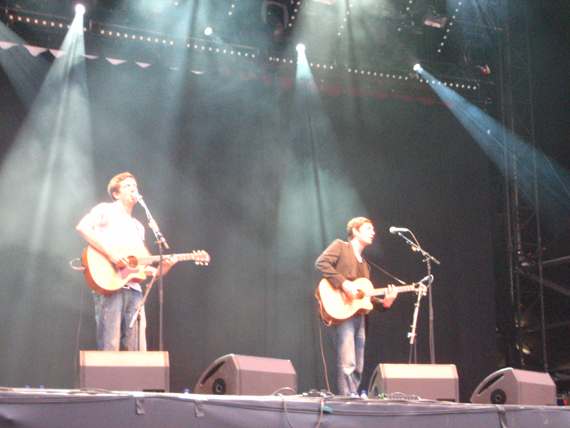
Snow Patrol
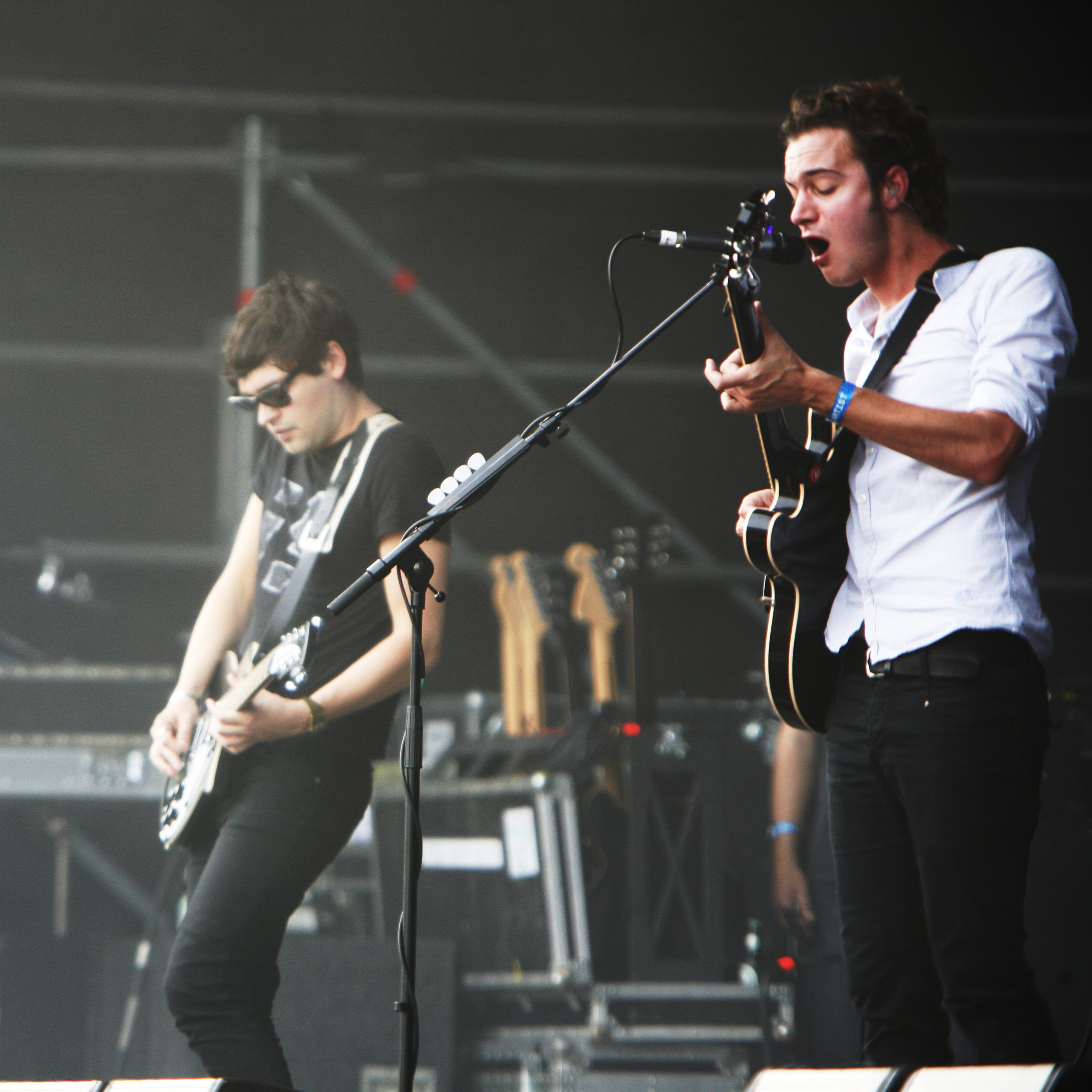
Editors
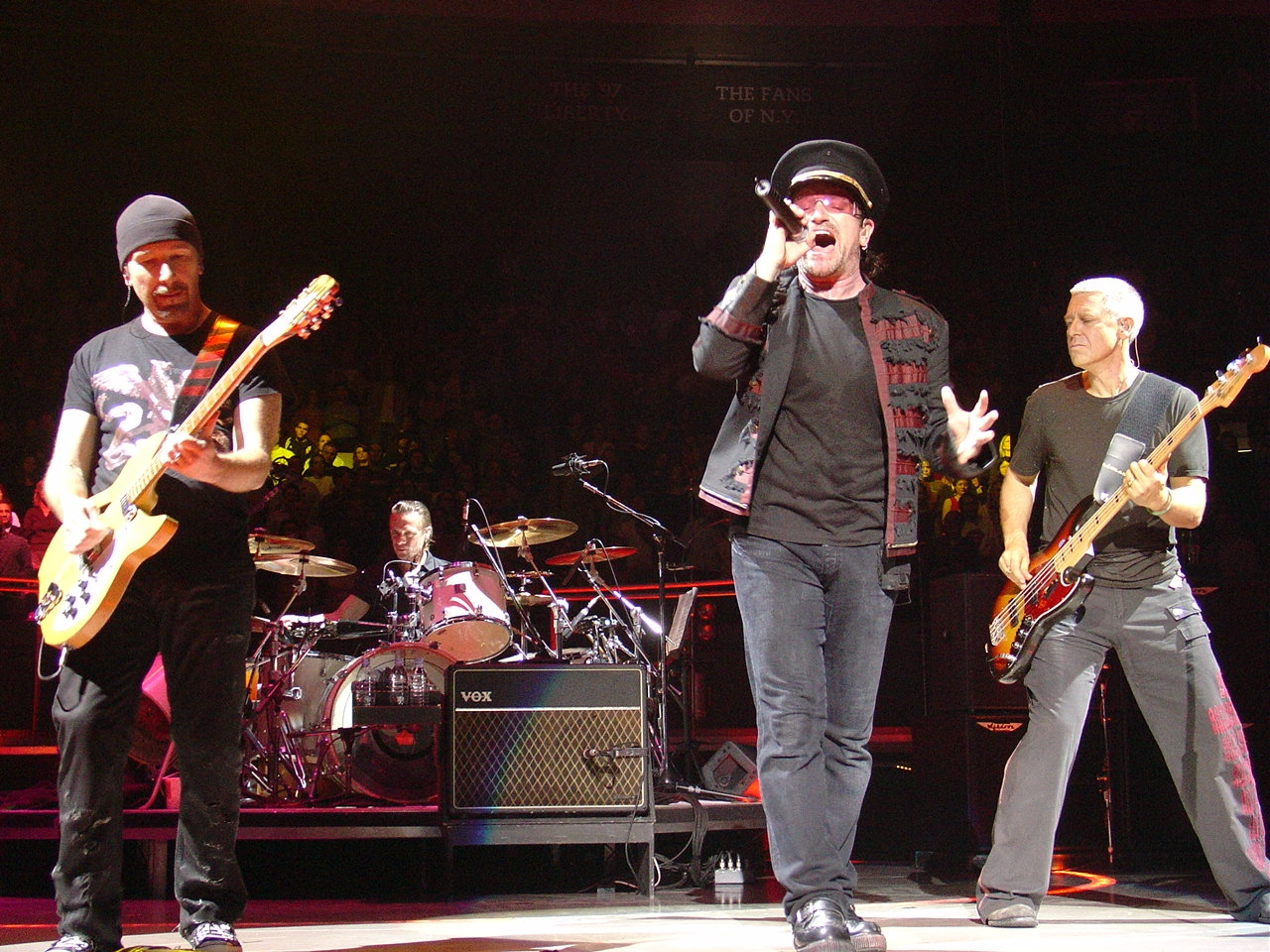
U2
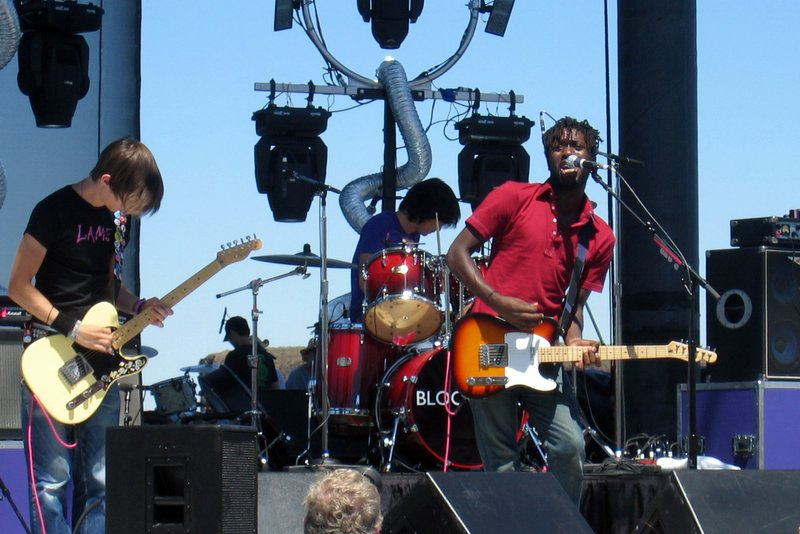
Bloc Party
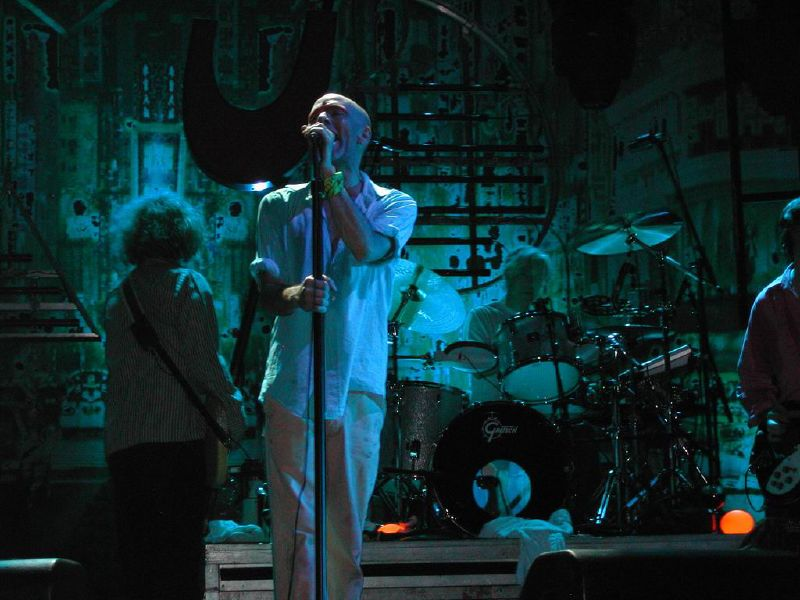
R.E.M.
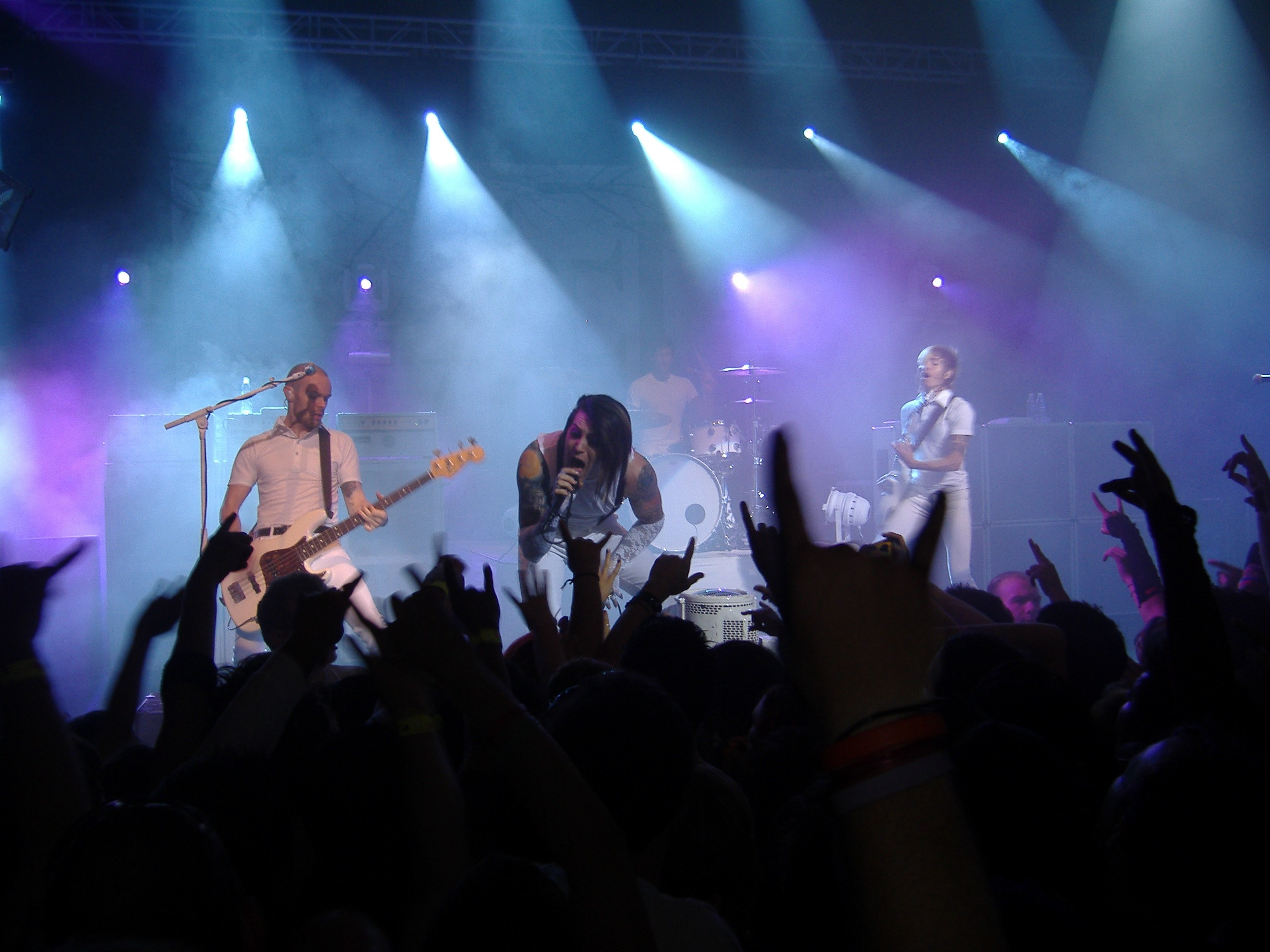
AFI
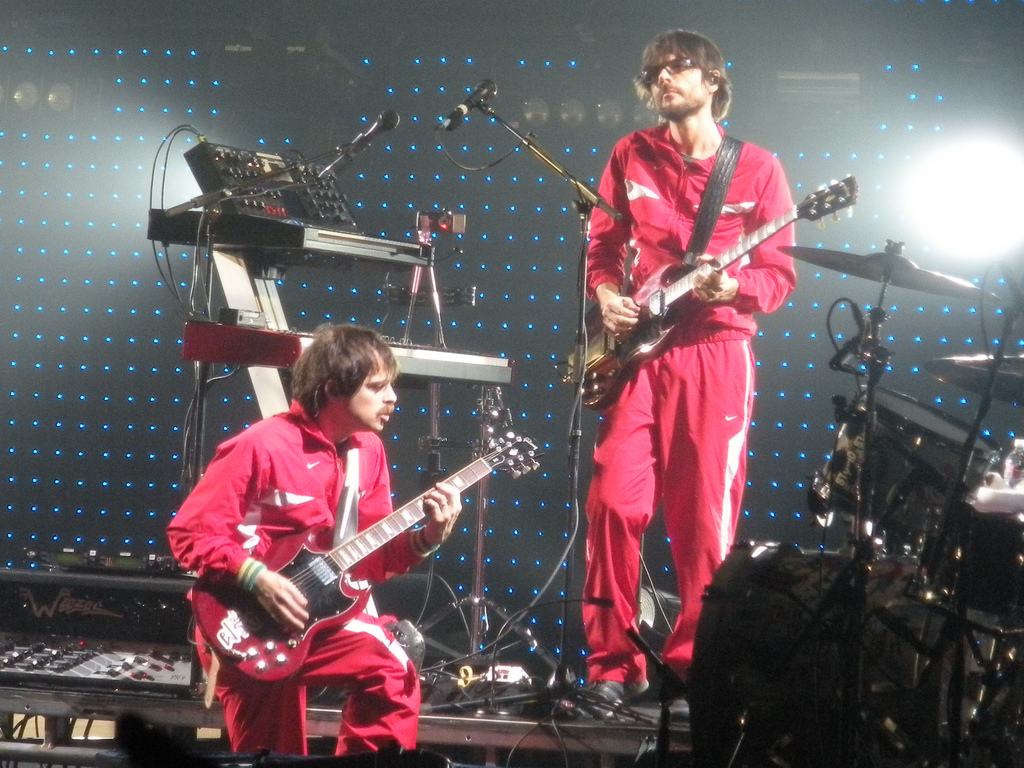
Weezer